# Jean-Bernard Plantevin
Pour les articles homonymes, voir Plantevin.
Jean-Bernard Plantevin est un auteur-compositeur-interprète français né en 1950 d'expression occitane provençale (ses textes sont écrits à la fois en graphie mistralienne et classique). Marié et père de deux enfants, il vit à Mazan (Vaucluse, Provence-Alpes-Côte d'Azur).

## Carrière
Jean-Bernard Plantevin se consacre pleinement à la musique depuis les années 1990. Une partie de sa création a donné lieu à la publication de dix albums CD et d'un DVD. Il a aussi interprété des chansons du répertoire populaire en langue d'oc. Il se produit régulièrement en concert.
Il est le traducteur de Jeanne ou La peste végéteuse : pièce comique en un acte de Jean Marcellin. Ce dernier, dessinateur notamment au journal Pilote, est aussi l'auteur des illustrations des albums de Jean-Bernard Plantevin.
Pierre Perret l'a autorisé à traduire ses chansons qui ont donné lieu à la publication de l'album JBP chante Pierre Perret en provençal où Le Zizi est devenu lou quiqui.

## Travail sur le patrimoine
Jean-Bernard Plantevin collecte les chants traditionnels en langue d'oc. Son travail a donné lieu à la publication du CD Estialou en 2002 et à un ouvrage Chansons de Provence dirigé par Jean-Louis Ramel. Ils ont ensemble recueilli plus de 300 chansons.
Il participe à des colloques et fait diverses conférences : Maison des sciences de l'homme en 2005 avec Jean-Louis Ramel et René Sette, colloque « La valorisation des archives sonores : le documentaliste, le juriste et le chercheur » pour faire part de sa méthodologie pour collecter le patrimoine sonore et parler des perspectives de transmission de ce patrimoine, conférence-spectacle autour de Jean-Henri Fabre avec Thibaut Plantevin, Simon Calamel, Paulin Reynard, Alain Layrisse et sa femme Sylvie Plantevin, conférence sur les Troubadours avec Thibaut Plantevin et le guitariste Joël Gombert, conférence retracant la vie et les œuvres de l'auteur et compositeur de noëls provençaux Nicolas Saboly, entouré de Lucie Favier, Odile Sick, Thibaut Plantevin et Paulin Reynard.

## Discographie
Il est l'auteur d'une dizaine d'albums enregistrés aux studios La Buissonne et ADELE, au studio UNISSON de la Bruguières, et diffusés par l'Association Croupatas  : 
- Reguignado (1992)
- Mesclun (1995) : on peut citer la chanson De que fas aqui ? comme un morceau important de cet album. Elle repose sur des jeux de mots proches de ceux de Boby Lapointe notamment cette phrase : La Maria de que i'a mai à ta Yamaha ou la marque japonaise donne un jeu de mots en langue d'oc.
- Chants traditionnels de la Provence (1997)
- Barrulejado (1998)
- Li Menestrié dóu Càrri (2000)
- Estialou (2002)
- Jan lou fada (2003)
- Plantevin et tambourins (2006)
- Cigalejado (2007), avec une adaptation de la chanson L'Estaca de l'artiste catalan Lluís Llach.
- Chamin d'avuro (2011)
- Tron de disque (2012)
- Plan-plan-Plantevin (2018)
- Respèt-Respelido (2022)

Il est l'auteur d'une interprétation des Noëls provençaux de Nicolas Saboly parue en 1999 à la Librairie contemporaine.
Il a participé à l'enregistrement collectif La Provence fête Noël : édition du groupe La Provence.
- Jean-Bernard Plantevin chante Pierre Perret en provençal, 1993, 12 titres.

Il travaille avec son fils Thibaut qui écrit souvent la musique sur ces derniers albums et fait les arrangements avec le concours de Christophe Feuillet (accordéoniste). Mis-à-part Thibaut Plantevin et Christophe Feuillet, il est accompagné de Joël Gombert (guitare), Fabien Gilles (basse), Blandine Alonso et Clément Dusserre (violon), Sylvine Delannoy (Violon alto), Danielle Lampin (violoncelle), Patrice Roquel (saxophone), Jean-Baptiste Giai, Sylvain Brétéché, Gaël Ascaso, Claude Néri, Romain Gleize, Nicolas Klutchnikoff, André Gabriel et Paulin Reynard (tambourinaires) et des chœurs (Marie-Sophie et Simon Calamel, David et Paul Cluzel, Laurence Meffre).

## Chanter en provençal
D'après Virginie Bigonnet et Simon Calamel dans Le Provençal de poche / Méthode Assimil Jean-Bernard Plantevin est un des représentants de la création musicale provençale contemporaine. Élisabeth Cestor de l'EHESS rejoint cet avis. 
Jean-Bernard Plantevin participe à des stages avec des musiciens de tous les dialectes d'oc pour transmettre son savoir et ses techniques.
Sa première apparition à la télé date de 1991 dans une émission d'FR3 : Vaqui (présenté par M. Bramerie & J-F Gueganno). Il chante dans cette émission le 19 mai 2007. En 2009, un reportage sur TF1 lui est consacré (25/09/2009).
En 2008, il reçoit le Prix SABOLY. 
En 2009, le 50e Grand Prix Littéraire de la Provence. 
Et en 2012, il est nommé Mèstre en Gai Saber du Félibrige . En mai 2015, lors de la Santo Estello (congrès annuel du Félibrige), il est nommé majoral du Félibrige, héritant de la Cigale du Ventoux. 
En 2014, il obtient la médaille de bronze de Florian.
En juin 2022, le spectacle d'ouverture de la Santo Estello d'Arles interprété par plus de 600 élèves issus des établissements scolaires de la Région Sud-PACA lui rend hommage en chanson, parmi les poètes provençaux les plus célèbres : Frédéric Mistral, Théodore Aubanel, Joseph Roumanille, ...

## Liens et bibliographie

### Liens vers d'autres chanteurs en langue d'oc
- Guy Bonnet
- André Chiron
- Ligne Imaginot (chanteurs pour la défense de la langue d'oc)
- Massilia Sound System